# 632. pr. Kr.
◄ | 8. stoljeće pr. Kr. | 7. stoljeće pr. Kr. | 6. stoljeće pr. Kr. | ►
◄ | 660-ih pr. Kr. | 650-ih pr. Kr. | 640-ih pr. Kr. | 630-ih pr. Kr. | 620-ih pr. Kr. | 610-ih pr. Kr. | 600-ih pr. Kr. | ►
◄◄ | ◄ | 635. pr. Kr. | 634. pr. Kr. | 633. pr. Kr. | 632 pr. Kr. | 631. pr. Kr. | 630. pr. Kr. | 629. pr. Kr. | ► | ►►
Astronomija

## Događaji
- Bitka kod Chengpua.

## Rođenja
- Pretpostavlja se da se u ovoj godini, 29. godini cara Jinmua rodio budući japanski car Suizei.